# Conium
Conium is de botanische naam van een geslacht uit de schermbloemenfamilie (Umbelliferae of Apiaceae). Het geslacht kent, afhankelijk van de gekozen indeling, enkele soorten. De soorten komen voor in de gematigde delen van Eurazië en in tropisch Noordoost-Afrika en zuidelijk Afrika.
De botanische naam Conium is afgeleid van het Oudgriekse 'Konas', dat ronddraaien betekent, omdat de giftige plant bij het eten misselijkheid en de dood veroorzaakt.
Conium bevat de alkaloïden coniïne, N-methylconiïne, conhydrine, pseudoconhydrine en γ-coniceïne. De belangrijkste en meest giftige van deze stoffen is coniïne. Coniïne tast onder andere de werking van het centrale zenuwstelsel aan. Het is zeer giftig voor alle vee en ook voor mensen. De dodelijke dosis voor een paard is 1,8-2,2 kg bladeren, voor vee 0,45-0,9 kg en voor schapen 0,2 kg of minder. De gehele plant is giftig, maar dit geldt vooral voor de wortel en de zaden.
In België en Nederland komt de gevlekte scheerling (Conium maculatum) in het wild voor en breidt zich opvallend uit in middenbermen van snelwegen.
Conium-soorten zijn waardplant voor onder meer Agonopterix alstroemeriana en Xanthorhoe montanata.

## Soorten

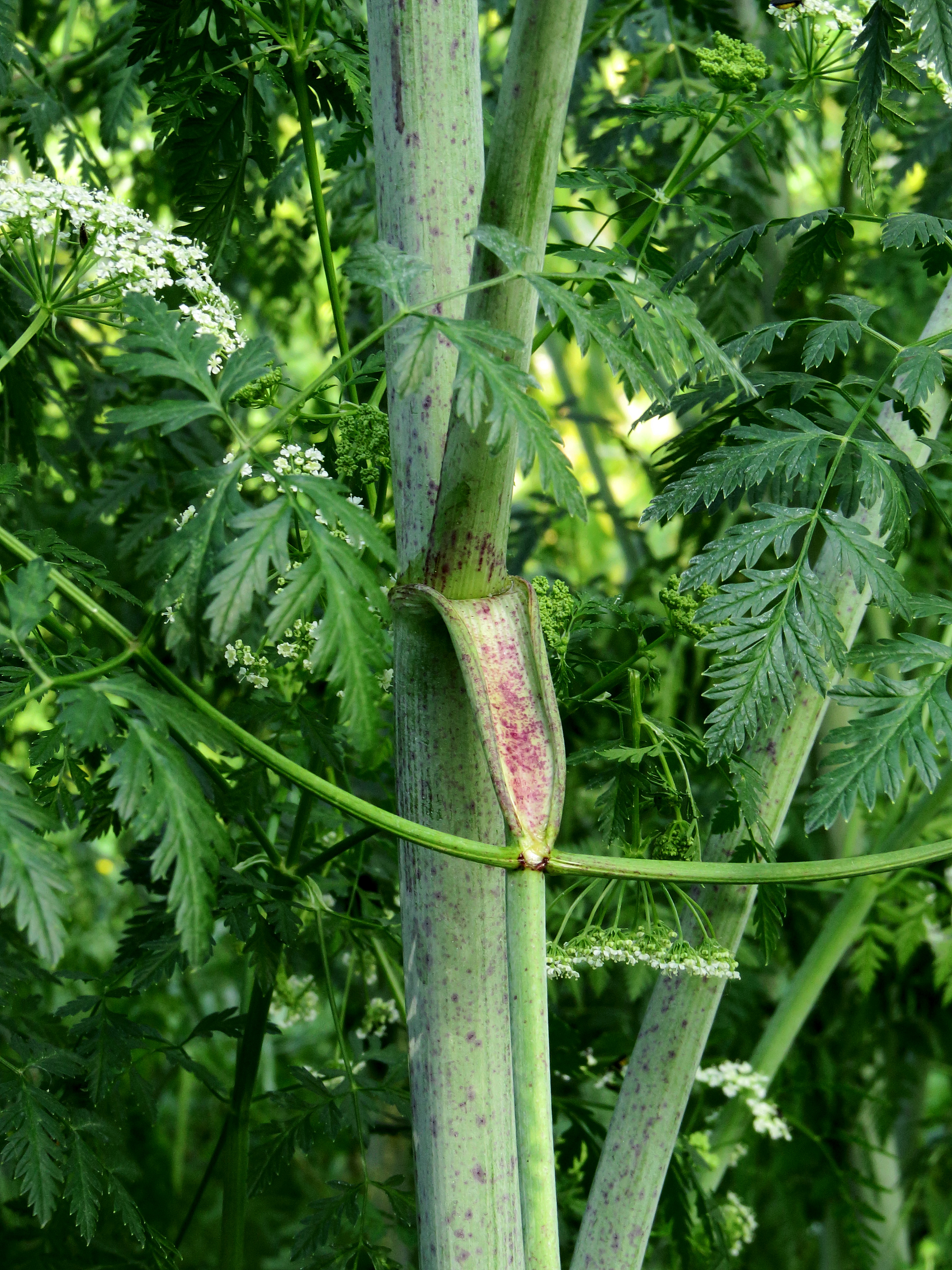
Gevlekte stengel

- C. chaerophylloides (Thunb.) Eckl. & Zeyh.
- C. divaricatum Boiss. & Orph.
- C. fontanum Hilliard & B.L.Burtt
- C. hilliburttorum Magee & V.R.Clark
- C. maculatum L. - Gevlekte scheerling
- C. sphaerocarpum Hilliard & B.L.Burtt